# Aloo pie
L'aloo pie è un alimento tradizionale del Trinidad e Tobago.

## Caratteristiche
L'aloo pie è uno gnocco fritto e soffice simile a un calzone o un samosa, lungo circa 13 centimetri e composto da un impasto a base di acqua e farina e un ripieno di patate bollite e schiacciate (aloo significa "patata" in lingua hindi), piselli, ceci e spezie.